# Steffen Rosmeisl

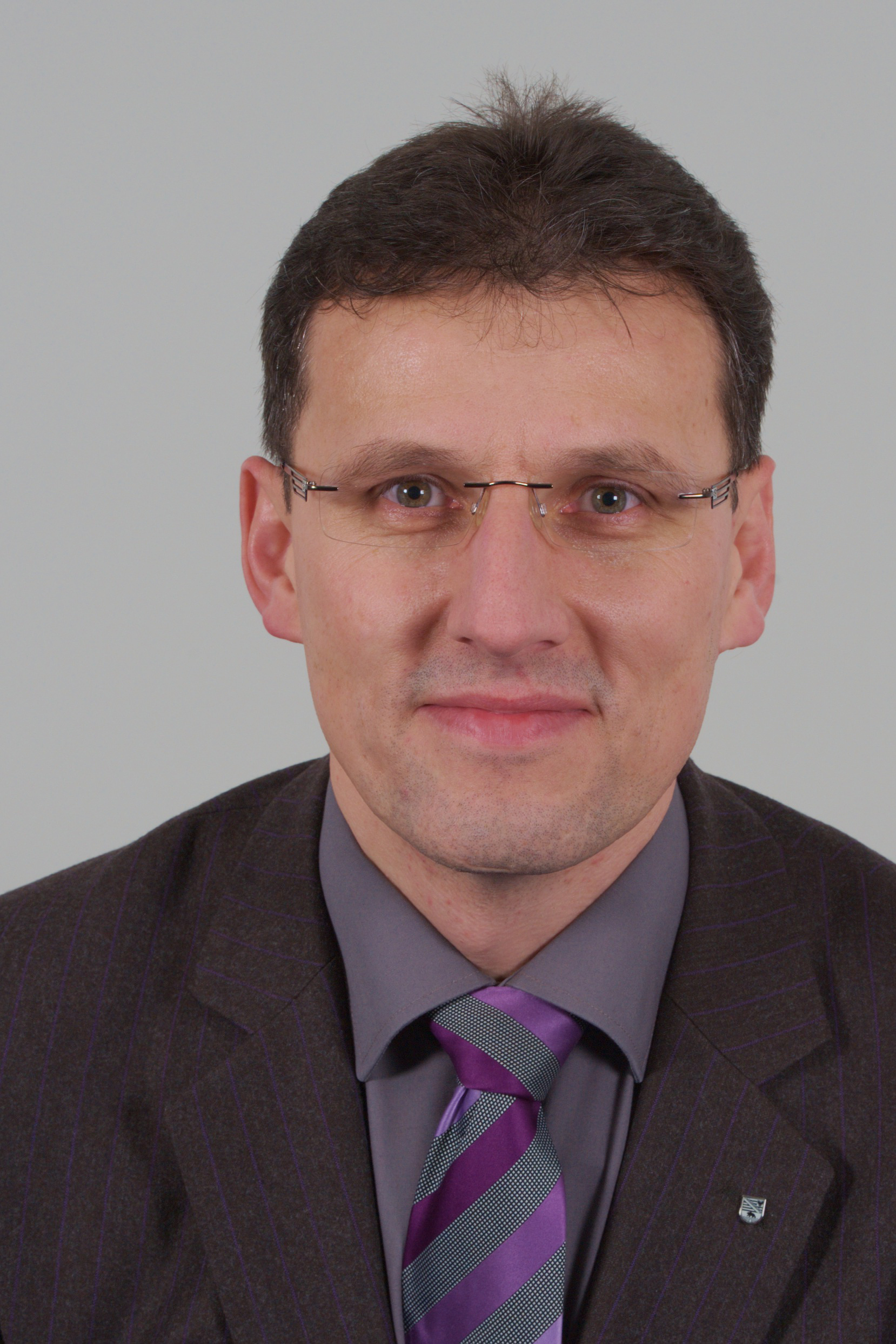
Steffen Rosmeisl (2012)

Steffen Rosmeisl (* 28. Juli 1964 in Merseburg) ist ein deutscher Politiker (CDU) und war von 2006 bis 2016 Mitglied des Landtages Sachsen-Anhalt.

## Leben
Steffen Rosmeisl besuchte bis 1980 die Polytechnische Oberschule in Braunsbedra. Danach machte er von 1980 bis 1983 eine Berufsausbildung zum Elektromonteur mit Abitur in Leuna. Anschließend studierte Rosmeisl zwischen 1985 und 1990 Elektrotechnik in Zittau. Im Jahr 1995 erlangte er das Kommunaldiplom (VWA).
In den Jahren 1990 und 1991 war er Aufgabenbearbeiter und Entwicklungsingenieur im Mineralölwerk Lützkendorf. Zwischen 1991 und 1993 arbeitete Rosmeisl als EDV-Ingenieur in der Gemeinde Braunsbedra. Von 1994 bis 2000 leitete er dort das Haupt- und Ordnungsamt. Zwischen 1995 und 2006 war Rosmeisl Geschäftsführer der GW Geiseltaler Wohnungsgesellschaft mbH und von 2003 bis 2006 Geschäftsführer der Hasse Campingplatz und Strandbad GmbH.
Rosmeisl ist verheiratet und hat ein Kind.

## Politik
Steffen Rosmeisl trat 2002 der CDU bei. Im März 2006 wurde er über den Wahlkreis 40 (Merseburg) für die 5. Wahlperiode in den Landtag von Sachsen-Anhalt gewählt. Dort war er Mitglied im Elften Parlamentarischen Untersuchungsausschuss (Müll) sowie des Ausschusses für Umwelt.
Im Oktober 2009 wurde er Obmann der CDU-Fraktion im Elften Parlamentarischen Untersuchungsausschuss.
Auch bei der Wahl 2011 gewann er das Direktmandat im Wahlkreis Merseburg und schaffte so den Wiedereinzug in den Landtag. Er ist Mitglied im Ausschuss für Umwelt und des Ausschusses für Wissenschaft und Wirtschaft. 2016 unterlag er im Kampf um das Direktmandat jedoch Willi Mittelstädt von der AfD; da sein Listenplatz zum Einzug ebenfalls nicht ausreichte, schied er somit aus dem Landtag aus.